# QUnit
QUnit — це фреймворк для тестування коду мовою JavaScript. Активно використовується компанією jQuery Project для тестування jQuery, jQuery UI та jQuery Mobile, але також підходить для тестування будь-якого коду, написаного мовою JavaScript. Підтримує серверні (наприклад, node.js), а також клієнтські оточення.
Підхід до роботи в QUnit слідує специфікації тестування в CommonJS, який в свою чергу оновлюється під впливом QUnit.

## Історія
QUnit було створено Джоном Резіґом (John Resig) як частину jQuery. У 2008-му його було виділено в окремий проект, який назвали «QUnit». Це дозволило будь-яким програмістам писати свої модулі для модульного тестування. Якщо перша версія QUnit використовувала jQuery для взаємодії з DOM, то нова версія, переписана у 2009 році, зробила QUnit повністю незалежним проектом.

## Приклади
- QUnit.module(string) — визначає модуль, що групує один чи кілька тестів.
- QUnit.test(string, function) — визначає тест.

QUnit використовує метод припущень, щоб проводити юніт-тести:
- assert.ok(boolean, string) — визначає, чи приведена змінна приводиться до логічного типу даних;
- assert.equal(value1, value2, message) — порівнює дві змінних, використовуючи оператор подвійної рівності;
- assert.deepEqual(value1, value2, message) — порівнює дві змінних, виходячи з їх змісту, а не тільки за їх ідентичністю;
- assert.strictEqual(value1, value2, message) — проводить суворе порівняння двох змінних за допомогою потрійної рівності (тобто порівнюючи не тільки значення, а й тип змінних).

Нижче наведено базовий приклад тестування:
```
QUnit
.
test
(
'a basic test example'
,
 
function
 
(
assert
)
 
{

  
var
 
obj
 
=
 
{};

  
assert
.
ok
(
true
,
 
'Boolean true'
);
       
// проходить

  
assert
.
ok
(
1
,
 
'Number one'
);
            
// проходить

  
assert
.
ok
(
false
,
 
'Boolean false'
);
     
// не проходить

  
obj
.
start
 
=
 
'Hello'
;

  
obj
.
end
 
=
 
'Ciao'
;

  
assert
.
equal
(
obj
.
start
,
 
'Hello'
,
 
'Opening greet'
);
 
// проходить

  
assert
.
equal
(
obj
.
end
,
 
'Goodbye'
,
 
'Closing greet'
);
 
// не проходить

});

```